# Distretto di Sam Chuk
Il distretto di Sam Chuk (in thailandese: สามชุก) è un distretto (amphoe) della Thailandia, situato nella provincia di Suphanburi.